# Élections législatives mexicaines de 2015
Les élections législatives mexicaines de 2015 (Officiellement : Proceso Electoral Federal 2014-2015) se déroulent le 7 juin 2015 pour élire les 500 députés fédéraux de la chambre des députés. 300 sont élus à la majorité simple dans chacun des distritos electorales federales (« districts électoraux fédéraux ») et 200 restant sont élus au scrutin proportionnel plurinominal l'une des 5 circonscriptions circunscripciones electorales (« circonscriptions électorales »).

## Système électoral
C'est la première élection qui seront réalisées par l'institut national électoral qui remplace l'Institut fédéral électoral à la suite des réformes constitutionnelles de 2014.

## Contexte
Les élections sont marquées par la violence qui a provoqué la mort de 6 candidats. Certains mouvements appellent au boycott des élections, en particulier les enseignants à la suite de la disparition des 43 étudiants d'Iguala. Les états les plus concernés par ces violences sont Guerrero, Oaxaca et Chiapas,,.
Le jour du scrutin l'état fédéral déploie des forces militaires pour maintenir le calme.

## Résultats
|                          |                                              |                                              |                  |                  |                  |                  |            |        |        |        |              |               |  |
| Partis et coalitions     | Partis et coalitions                         | Partis et coalitions                         | Circonscriptions | Circonscriptions | Circonscriptions | Circonscriptions | Listes     | Listes | Listes | Listes | Total sièges | +/-           |  |
| Partis et coalitions     | Partis et coalitions                         | Partis et coalitions                         | Votes            | %                | Sièges           | +/-              | Votes      | %      | +/-    | Sièges | Total sièges | +/-           |  |
|                          |                                              |                                              |                  |                  |                  |                  |            |        |        |        |              |               |  |
|                          | Parti révolutionnaire institutionnel (PRI)   | 11 407 406                                   | 30,30            | 155              | 29               | 11 638 675       | 30,69      | 2,90   | 48     | 203    | 10           |               |  |
|                          | Parti vert écologiste du Mexique (PVEM)      | 2 572 352                                    | 6,83             | 29               | 16               | 2 758 152        | 7,27       | 0,84   | 18     | 47     | 19           |               |  |
|                          | Candidats communs PRI-PVEM                   | 335 831                                      | 0,89             | 0                | -                |                  |            |        |        |        |              |               |  |
| Total coalition PRI-PVEM | Total coalition PRI-PVEM                     | 14 495 589                                   | 38,50            | 184              | 7                | 14 396 827       | 37,97      | 2,05   | 66     | 250    | 9            |               |  |
|                          | Parti action nationale (PAN)                 | Parti action nationale (PAN)                 | 8 327 526        | 22,12            | 56               | 4                | 8 379 502  | 22,10  | 5,18   | 53     | 109          | 5             |  |
|                          |                                              |                                              |                  |                  |                  |                  |            |        |        |        |              |               |  |
|                          | Parti de la révolution démocratique (PRD)    | 4 267 934                                    | 11,33            | 28               | 31               | 4 335 745        | 11,43      | 8,10   | 27     | 55     | 48           |               |  |
|                          | Parti du travail (PT)                        | 1 113 406                                    | 2,96             | 6                | 2                | 1 134 447        | 2,99       | 1,84   | 0      | 6      | 9            |               |  |
|                          | Candidats communs PRD-PT                     | 50 935                                       | 0,13             | 0                | -                |                  |            |        |        |        |              |               |  |
| Total coalition PRD-PT   | Total coalition PRD-PT                       | 5 432 275                                    | 14,43            | 34               | 31               | 5 470 192        | 14,43      | 13,96  | 27     | 61     | 74           |               |  |
|                          | Mouvement de régénération nationale (MORENA) | Mouvement de régénération nationale (MORENA) | 3 304 736        | 8,78             | 14               | 14               | 3 346 349  | 8,82   | Nv.    | 21     | 35           | 35            |  |
|                          | Mouvement citoyen (MC)                       | Mouvement citoyen (MC)                       | 2 412 817        | 6,41             | 10               | 2                | 2 431 923  | 6,41   | 2,20   | 15     | 25           | 8             |  |
|                          | Parti nouvelle alliance (PNA)                | Parti nouvelle alliance (PNA)                | 1 476 022        | 3,92             | 1                | 1                | 1 486 952  | 3,92   | 0,38   | 10     | 11           | 1             |  |
|                          | Parti combat social (PES)                    | Parti combat social (PES)                    | 1 310 539        | 3,48             | 0                | en stagnation    | 1 325 344  | 3,49   | Nv.    | 8      | 8            | 8             |  |
|                          | Parti humaniste (PH)                         | Parti humaniste (PH)                         | 847 689          | 2,25             | 0                | en stagnation    | 856 903    | 2,26   | Nv.    | 0      | 0            | en stagnation |  |
|                          | Indépendants                                 | Indépendants                                 | 225 500          | 0,60             | 1                | 1                |            |        |        |        | 1            | 1             |  |
|                          |                                              |                                              |                  |                  |                  |                  |            |        |        |        |              |               |  |
| Votes valides            | Votes valides                                | Votes valides                                | 37 652 222       | 95,12            |                  |                  | 37 919 492 | 95,10  |        |        |              |               |  |
| Votes blancs et nuls     | Votes blancs et nuls                         | Votes blancs et nuls                         | 1 932 983        | 4,88             | 1 953 265        | 4,90             |            |        |        |        |              |               |  |
| Total                    | Total                                        | Total                                        | 39 585 205       | 100              | 300              | en stagnation    | 39 872 757 | 100    | -      | 200    | 500          | en stagnation |  |
| Abstention               | Abstention                                   | Abstention                                   | 43 977 985       | 52,63            |                  |                  | 43 690 433 | 52,28  |        |        |              |               |  |
| Inscrits/Participation   | Inscrits/Participation                       | Inscrits/Participation                       | 83 563 190       | 47,37            | 83 563 190       | 47,72            |            |        |        |        |              |               |  |

## Conséquences
Le scrutin est une victoire pour le président Enrique Peña Nieto. Sa coalition, minoritaire à la chambre basse depuis les précédentes élections fédérales, augmente ses sièges pour obtenir l'exacte moitié de la chambre. L'opposition, pour sa part, recule. Alors que le PAN baisse légèrement, le PRD perd plus de la moitié de ses sièges, surtout avec la concurrence du nouveau parti fondé par son ex-chef de file, Andrés Manuel López Obrador, le Mouvement de régénération nationale (MORENA). Entre également à l'assemblée un parti de droite religieuse, le Parti combat social (PES).